# Речь Гитлера 6 октября 1939 года

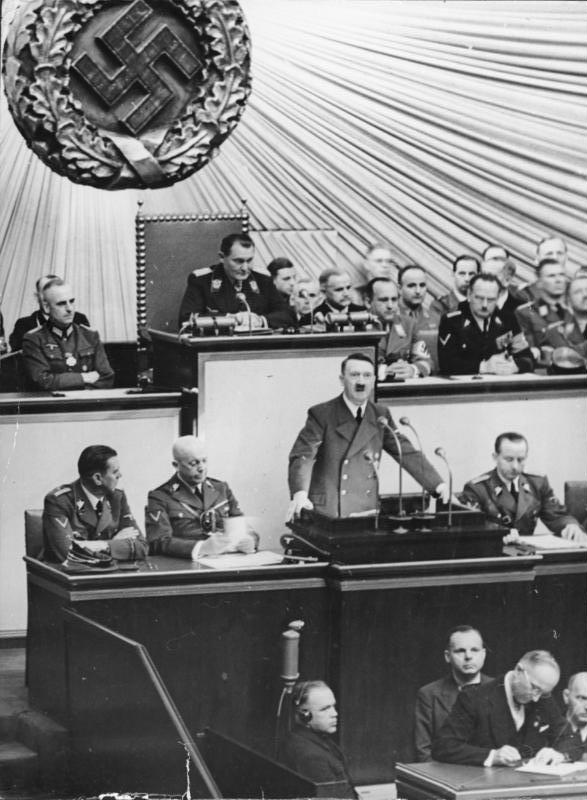
Выступление Гитлера в Рейхстаге 6 октября 1939 года

Речь Гитлера 6 октября 1939 года — выступление Адольфа Гитлера перед Рейхстагом в Кролль-опере, состоявшееся вскоре после завоевания Польши. В нём в предпоследний раз было озвучено предложение мира западному альянсу.
Речь, продолжавшаяся 80 или 90 минут, стала самой длинной из публичных речей Гитлера. Она была произнесена по горячим следам поездки по разрушенной Варшаве и представляла собой, по сути, приукрашенный и лживый отчёт о результатах вторжения в Польшу. В ней Гитлер утверждал, в частности, следующее:

Против нас выступила страна с населением не менее 36 миллионов человек, армия численностью около 50 пехотных и кавалерийских дивизий, их намерения простирались далеко, а уверенность в своей способности сокрушить Германию не знала границ.— Речь рейхсканцлера А. Гитлера в Рейхстаге 6 октября 1939 г.
Также он утверждал, что ограничил бомбардировки военными объектами и даже обратился к коменданту Варшавы с предложением эвакуировать гражданских лиц, но не получил ответа.
Далее рейхсканцлер заявил, что со времён средневековья «выдающимися чертами польского характера были жестокость и отсутствие моральной сдержанности»; что «бесстыдные оскорбления», которые поляки наносили Германии, были невыносимы; что у польского правительства было всего 15 % поддержки населения и что Польша была не более чем «комнатной собачкой западных демократий». Затем Гитлер смутно пригрозил, что Германия (вместе с Советами) после «установления сносного порядка в Центральной Европе» собирается пойти дальше, в частности, «восстановив и реорганизовав экономику» не только там, но и на «юге и востоке».
Резко сменив тон, Гитлер предложил Франции и Великобритании оливковую ветвь. Война была им осуждена как затея, в которой все участники — проигравшие, потерявшие миллионы жизней и миллиарды богатств. Относительно войны с Францией он указал, что если она продолжится, то «однажды между Германией и Францией снова будет граница, но вместо цветущих городов будут руины и бесконечные кладбища», и предлагал провести ещё одну европейскую мирную конференцию:

Мои главные усилия были направлены на то, чтобы освободить наши отношения с Францией от всех следов злой воли и сделать их приемлемыми для обоих народов... У Германии нет никаких претензий к Франции... Я даже не буду касаться проблемы Эльзаса и Лотарингии... Я не раз высказывал Франции свои пожелания навсегда похоронить нашу старую вражду и сблизить эти две нации, у каждой из которых столь славное прошлое... Не меньше усилий посвятил я достижению англо-германского взаимопонимания, более того, установлению англо-германской дружбы. Я никогда не действовал вопреки английским интересам... Даже сегодня я верю, что реальный мир в Европе и во всём мире может быть обеспечен только в том случае, если Германия и Англия придут к взаимопониманию.
Польша была охарактеризована, как мертворождённое государство, не заслуживающее внимания:

Зачем нужна эта война на Западе? Для восстановления Польши? Польша времён Версальского договора уже никогда не возродится... Вопрос о восстановлении польского государства является проблемой, которая будет решена не посредством войны на Западе, а исключительно Россией и Германией... Бессмысленно губить миллионы людей и уничтожать имущество на миллионы же для того, чтобы воссоздать государство, которое с самого рождения было признано мертворождённым всеми, кто не поляк по происхождению.
В качестве одной из целей Германии на такой конференции декларировалась «попытка достичь решения и урегулирования еврейской проблемы».
Завершилась речь самоуверенным заявлением: «Если, однако, верх возьмут взгляды господ Черчилля и его последователей, то это моё заявление будет последним. Тогда мы будем сражаться… Но в истории Германии уже не будет нового ноября 1918 года».

## Реакция
Запад не выразил никакого энтузиазма. Уже на следующий день Нью-Йоркская фондовая биржа упала на несколько пунктов, что продемонстрировало общее неверие в мирный исход дела. Корреспондент Уильям Ширер, находившийся в Берлине, счёл Гитлера явно неискренним, «как старая граммофонная пластинка, которую проигрывают в пятый или шестой раз».
Правительства также не впечатлились: премьер-министр Франции Эдуар Даладье сообщил, что Франция не станет обсуждать мирный договор, если в нём не будет гарантий «подлинного мира и всеобщей безопасности». 10 октября он выступил с довольно враждебным и воинственным радиообращением, где выразил неверие в искренность немцев и говорил о наступлении французов на территорию Германии:

После Австрии настала очередь Чехословакии, а после Чехословакии — Польши. Всё это было лишь шагами на пути, который привёл бы Францию и Европу к тяжелейшему рабству. Я знаю, что вам сегодня говорят о мире, немецком мире, который только освятил бы завоевания обманом или насилием и не помешал бы подготовке к новым <завоеваниям>.— Выступление премьер-министра Э. Даладье 10 октября 1939 г.
12 октября Невилл Чемберлен, премьер-министр Великобритании, в обращении к Палате общин заявил, что предложения Гитлера туманны и неопределённы, и ничего не говорят про устранение зла, причинённого Чехословакии и Польше; что больше нельзя полагаться на обещания и для достижения мира «нужны дела, а не только слова».
В официальном ответе Германии от 13 октября заявлялось, что Чемберлен, отвергнув мирное предложение, сознательно выбрал войну. В последний раз Гитлер предложил мир западным державам — фактически, одной оставшейся Англии — в речи от 19 июля 1940 года, уже после падения Франции.